# Rudersdorfer Viadukt
Der Rudersdorfer Viadukt ist eines der drei Ingenieur-Großbauwerke im nördlichen Abschnitt der Dillstrecke zwischen Siegen und Haiger auf dem Gebiet des heutigen Ortsteils Rudersdorf der Gemeinde Wilnsdorf, zwischen den Bahnhöfen Niederdielfen und Rudersdorf im Bereich von Streckenkilometer 114,9.

## Geschichte
Aufgrund der schwierigen Topografie und der begrenzten technischen Möglichkeiten war eine direkte Verbindung zwischen Siegen, Haiger und darüber hinaus Dillenburg zum Zeitpunkt des Baus der Deutz-Gießener Bahn vom heutigen Köln-Deutz nach Gießen beim Bau dieser Strecke in den 1850er-Jahren noch nicht möglich. Erst 1915 wurde diese direkte Verbindung zwischen Siegen und Haiger fertiggestellt. Das war vor allem für den aus dem Ruhrgebiet nach Süden führenden Kohleverkehr wichtig. Die Strecke verkürzte sich dadurch um ca. 30 km. Möglich wurde diese verkürzte Streckenführung durch drei große Ingenieurbauwerke: Den Niederdielfener Viadukt, den Rudersdorfer Viadukt und den Rudersdorfer Tunnel.

## Bauwerk

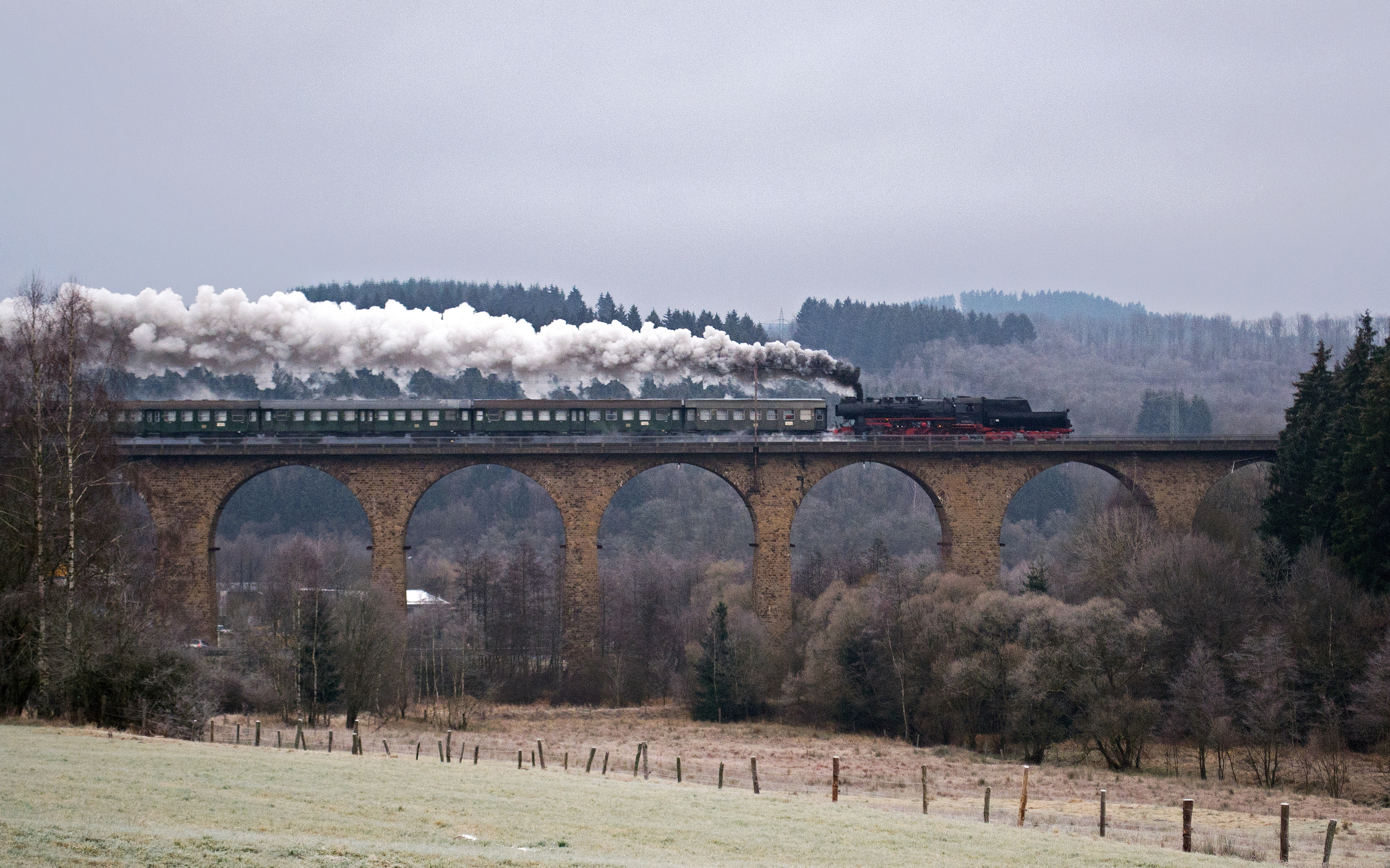
Ein Dampfsonderzug mit einer Lok der Baureihe 52.80 der Eisenbahnfreunde Betzdorf auf dem Rudersdorfer Viadukt (Dezember 2012)

Der Rudersdorfer Viadukt ist ein monumentales Bauwerk aus acht hohen Rundbögen, das in Ost-West-Richtung das Tal der Weiß und die begleitende Landstraße L722 quert. Die das monumentale Erscheinungsbild prägende Außenverkleidung der Brücke besteht aus einem Mauerwerk aus Bossenquadern. Die über den Viadukt führende Dillstrecke ist zweigleisig und seit 1965 elektrifiziert.